# 亚松森起义
亚松森起义（西班牙語：Revolución Comunera) 是1721–1725年和1730–1735年间秘魯總督轄區巴拉圭省居民為反對西班牙帝國以及耶稣会而發動的一系列起事。起事的根本原因是巴拉圭人非常討厭耶稣会並且不滿當時的巴拉圭省省長偏袒耶稣会。
1717年，西班牙国王任命迭戈·德·洛斯·雷耶斯·巴尔马塞达为巴拉圭省省長。迭戈·德·洛斯·雷耶斯·巴尔马塞达支持耶稣会传教士，這引起亚松森當地人的不滿。1721年，若泽·德·安特克拉·伊·卡斯特罗赶走迭戈·德·洛斯·雷耶斯·巴尔马塞达並自任巴拉圭省省長。西班牙秘魯總督轄區总督命令他离职，但是若泽·德·安特克拉·伊·卡斯特罗拒不服從。1725年1月，秘魯總督轄區总督派兵占领亚松森。3月，若泽·德·安特克拉·伊·卡斯特罗被捕。他在利马监狱里结识了巴拉圭人费尔南多·德·蒙波斯·伊·萨亚斯。费尔南多·德·蒙波斯·伊·萨亚斯逃回巴拉圭后继续反抗西班牙国王和耶稣会。1730年底，若泽·德·安特克拉·伊·卡斯特罗的支持者控制巴拉圭。1731年7月5日，秘魯總督轄區总督下令处死若泽·德·安特克拉·伊·卡斯特罗。亚松森當地的反抗勢力下令捣毁耶稣会神学院，没收效忠西班牙国王者的财产。1735年4月，西班牙軍隊攻佔亚松森，亚松森起义結束。